# ランジャック
ランジャック （Langeac）は、フランス、オーヴェルニュ＝ローヌ＝アルプ地域圏、オート＝ロワール県のコミューン。

## 地理

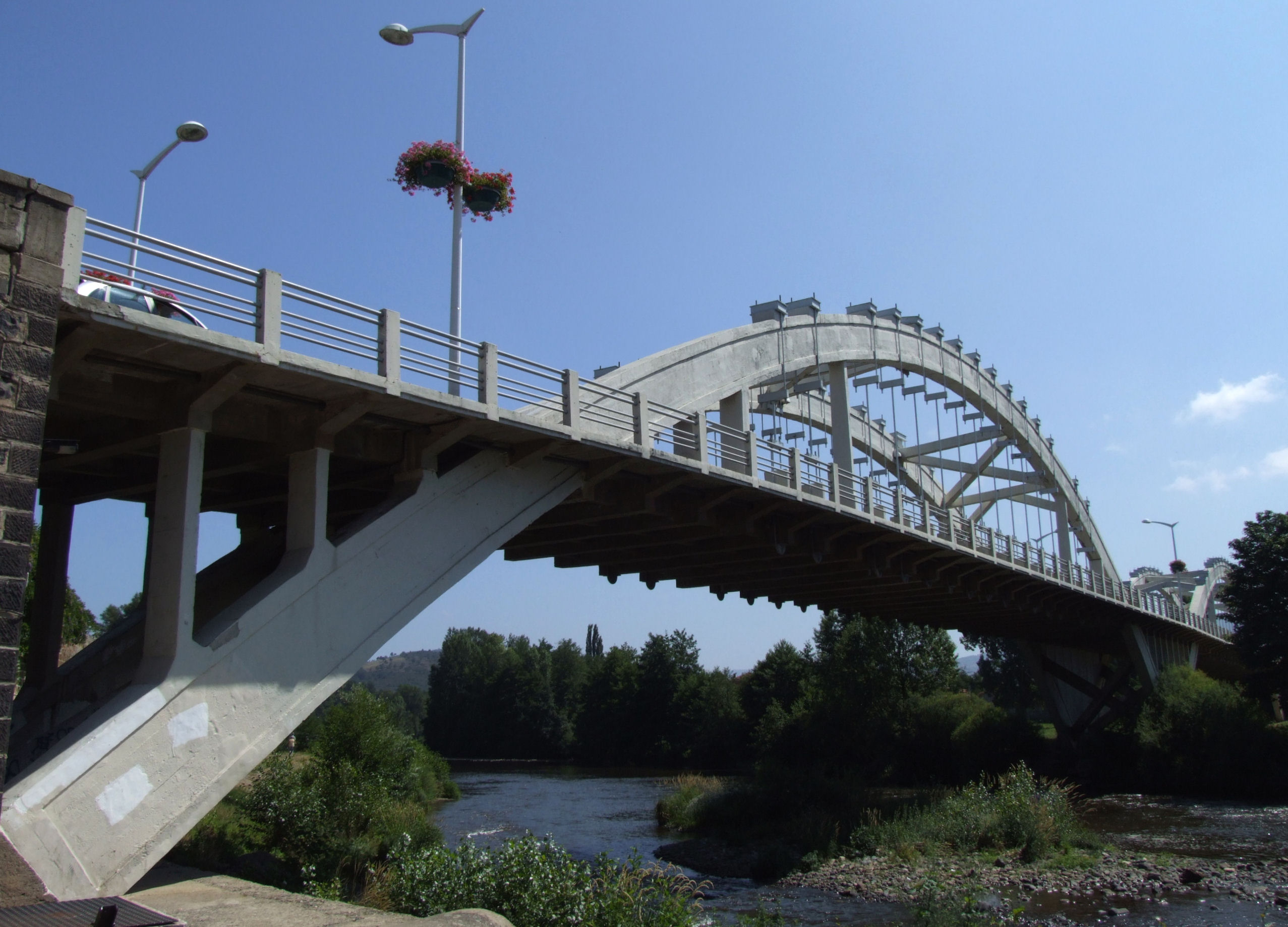
ランジャック橋

コミューンをアリエ川が流れる。プティ・リマニュ地方の中心地である。

### 交通
ランジャックはヴィーユ＝ブリウドとソーグを間をつなぐ県道585号線、そしてピノルとル・ピュイ＝アン＝ヴレの間をつなぐ県道590号線の交差点である。ランジャック駅はサン・ジェルマン・デ・フォッセ・ア・ニーム-クルブサック線（fr）の路線が停車する。

## 由来
ランジャックはLangheacともつづることができる。このつづりは古い名称Laugiacoからきている。町は古い男爵領およびランジャドワ地方（ブリヴァドワ地方の一部）の中心地であった。この男爵領はかつての輝かしい家系にその名を与えている。

## 歴史
町の守護聖人は聖ギャルである。

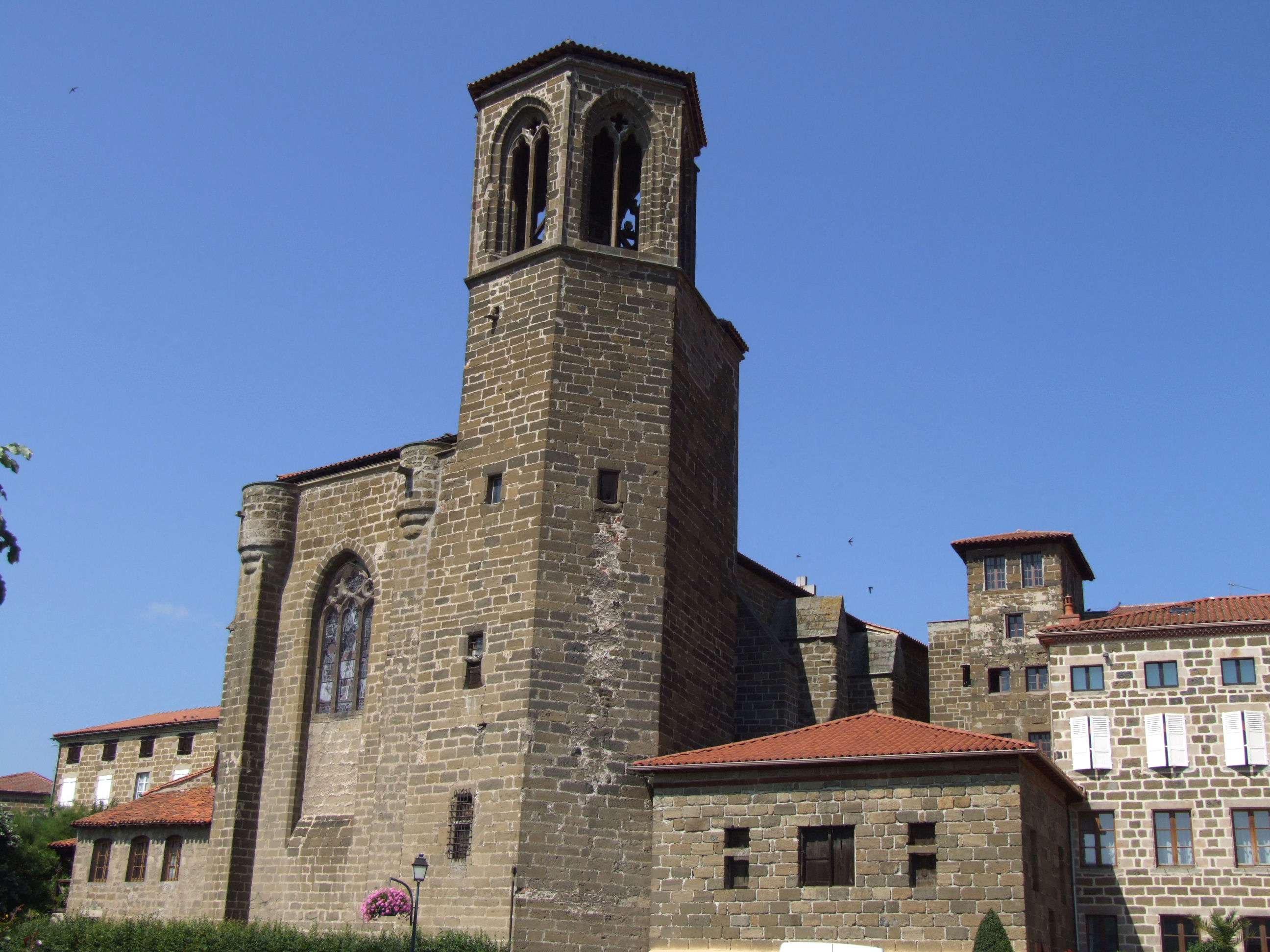
サン・ギャル教会

ラ・ピエール・デ・フェ（La Pierre des Fées、妖精の岩という意味）は、オーヴェルニュ有数の規模をもつドルメンである。これらは特にランジャックの町周囲にあり、考古学者デュランソンが原稿に記している。
1866年以降、ランジャックには鉄道が通っている。

## 人口統計
| 1962年 | 1968年 | 1975年 | 1982年 | 1990年 | 1999年 | 2006年 | 2012年 |
| ------ | ------ | ------ | ------ | ------ | ------ | ------ | ------ |
| 4826   | 4934   | 4853   | 4609   | 4195   | 4070   | 3943   | 3906   |

source=1999年までLdh/EHESS/Cassini、2004年以降INSEE

## 史跡
- サント・カトリーヌ・ド・シエンヌ修道院 - ドミニコ会派。1623年に福者アニェス・ギャランが創設。
- サン・ギャル教会[6] - 14世紀から15世紀の建設。かつての参事会教会。
- ランジャック橋 - 1927年から1929年の間にアリエ川に架けられた。69mスパンのアーチがある。

## ゆかりの人物
- ポンス・ド・ランジャック（fr:Pons de Langeac） - 14世紀の軍人
- ピエール・シャニー - スポーツ・ジャーナリスト
- ルネ・ヴィサック - 自転車競技選手